# Anselm Strauss
Anselm Leonard Strauss (18. prosince 1916, New York – 5. září 1996, San Francisco) byl americký sociolog, profesor na Kalifornské univerzitě, známý především na poli sociologie medicíny (téma nevyléčitelně nemocných). Spolu s Barney Glaserem položili základ tzv. zakotvené teorii (grouded theory) – metodě kvalitativní analýzy, založené především na analýze rozhovorů a používané v sociologii, ošetřovatelství, vzdělávání, sociální práci a organizačních studiích.
Patří do proudu sociologie Chicagské školy, kde byl jedním z žáků Herberta Blumera.

## Život
Strauss pocházel z rodiny rakouských imigrantů. Narodil se v New Yorku, ale kvůli problémům s průduškami se po střední škole odstěhoval na doporučení lékaře do Arizony. Následně se ale v roce 1935 přestěhoval kvůli studiu biologie do Virginie, kde na University of Virginia v roce 1939 získal bakalářský titul, a poté se přesunul do Chicaga, kde vystudoval sociologii (1942 magistr, 1945 PhD). Zde byl ovlivněn symbolickým interakcionismem Herberta Blumera.
V letech 1944–1947 byl na Lawrence College ve Wisconsinu. Odtud přešel na Indiana University (1946–1952), kde pracoval s Alfredem Lindesmithem (1949 vydali knihu Sociální psychologie). V roce 1952 vrátil do Chicaga jako asistent prof. E. Hughese (první vlna chicagské školy) – a zařadil se tak mezi ty, kteří jsou označováni jako „druhá vlna chicagské školy“ – H. S. Becker, E. Goffmann. V roce 1960 odešel na Kalifornskou zdravotní školu, kde založil katedru sociálních a behaviorálních věd.
A. Strauss byl v letech 1962 a 1970 konzultantem Světové zdravotnické organizace (WHO). V roce 1980 byl zvolen členem Americké asociace pro rozvoj vědy a v tomto roce také obdržel od Společnosti pro studium symbolického interakcionismu cenu Charlese H. Cooleyho.
Publikoval přes 30 knih, kapitoly ve více než 30 dalších knihách a přes 70 článků v časopisech.

## Vybrané publikace
- Mirrors and Masks: The Search for Identity (Zrcadla a masky: Hledání identity, 1959)
- Psychiatric ideologies and institutions (Psychiatrické ideologie a instituce, 1964)
- Qualitative Analysis for Social Scientists (Kvalitativní analýza pro sociální vědce, 1987)
- Unending Work and Care: Managing Chronic Illness at Home (Nekonečná práce a péče: Zvládání chronické nemoci doma; spoluautor, 1988)
- Basics of Qualitative Research: Grounded Theory Procedures and Techniques (Základy kvalitativního výzkumu: Postupy a techniky zakotvené teorie; spoluautor, 1990)
- Continual Permutations of Action (Kontinuální permutace akce, 1993)
- Grounded Theory in Practice (Zakotvená teorie v praxi, spoluautor, 1997)